# Лавінія Тананта
Лавінія Тананта (нар. 3 листопада 1987) — колишня індонезійська тенісистка.
Найвищу одиночну позицію світового рейтингу — 301 місце досягла 16 серпня 2010, парну — 218 місце — 4 липня 2011 року.
Здобула 6 одиночних та 14 парних титулів туру ITF.

## Фінали ITF
| Легенда          |
| ---------------- |
| турніри $100,000 |
| турніри $75,000  |
| турніри $50,000  |
| турніри $25,000  |
| турніри $10,000  |

### Одиночний розряд (6–5)
| Результат | Ранг | Дата              | Турнір                     | Покриття | Суперниця           | Рахунок            |
| --------- | ---- | ----------------- | -------------------------- | -------- | ------------------- | ------------------ |
| Перемога  | 1.   | 18 вересня 2006   | Джакарта, Індонезія        | Тверде   | Аю-Фані Дамаянті    | 5–7, 6–1, 6–1      |
| Поразка   | 1.   | 5 травня 2008     | Таракан (місто), Індонезія | Тверде   | Лян Чень            | 7–6(7–1), 2–6, 3–6 |
| Поразка   | 2.   | 12 травня 2008    | Bulungan, Індонезія        | Тверде   | Лян Чень            | 7–6(7–5), 2–6, 2–6 |
| Перемога  | 2.   | 10 листопада 2008 | Маніла, Філіппіни          | Тверде   | Аю-Фані Дамаянті    | 6–1, 6–4           |
| Перемога  | 3.   | 3 серпня 2009     | Суракарта, Індонезія       | Тверде   | Варатчая Вонгтінчай | 6–1, 1–6, 6–3      |
| Поразка   | 3.   | 24 серпня 2009    | Нонтхабурі, Таїланд        | Тверде   | Чжан Лін            | 4–6, 4–6           |
| Перемога  | 4.   | 2 листопада 2009  | Кучинг, Малайзія           | Тверде   | Джессі Ромп'єс      | 6–1, 7–5           |
| Перемога  | 5.   | 12 липня 2010     | Hat Yai, Таїланд           | Тверде   | Нудніда Луангам     | 6–4, 3–6, 6–0      |
| Поразка   | 4.   | 26 липня 2010     | Джакарта, Індонезія        | Тверде   | Тіна Шієхтль        | 3–6, 4–6           |
| Перемога  | 6.   | 7 липня 2013      | Суракарта, Індонезія       | Тверде   | Міядзакі Юмі        | 7–5, 6–4           |
| Поразка   | 5.   | 14 червня 2014    | Соло, Індонезія            | Тверде   | Чжу Лінь            | 0–6, 0–6           |

### Парний розряд (14–17)
| Результат | Ранг | Дата              | Турнір                   | Покриття | Партнерка           | Суперниці                                | Рахунок                |
| --------- | ---- | ----------------- | ------------------------ | -------- | ------------------- | ---------------------------------------- | ---------------------- |
| Перемога  | 1.   | 30 січня 2006     | Muzaffarnagar, Індія     | Трава    | Лі Вейбін           | Ніколе Клеріко Ксенія Палкіна            | w/o                    |
| Поразка   | 1.   | 18 вересня 2006   | Джакарта, Індонезія      | Тверде   | Аю-Фані Дамаянті    | Ноппаван Летчівакарн Варатчая Вонгтінчай | 2–6, 4–6               |
| Поразка   | 2.   | 26 вересня 2006   | Джакарта, Індонезія      | Тверде   | Санді Гумуля        | Штефанія Боффа Чжан Лін                  | 4–6, 4–6               |
| Поразка   | 3.   | 20 березня 2007   | Калгурлі, Австралія      | Тверде   | Вів'єн Сілфані-Тоні | Емілі Г'юсон Крістіна Вілер              | 4–6, 3–6               |
| Поразка   | 4.   | 30 квітня 2007    | Джакарта, Індонезія      | Тверде   | Вів'єн Сілфані-Тоні | Деніс Дай Джессі Ромп'єс                 | 0–6, 2–6               |
| Перемога  | 2.   | 8 травня 2007     | Таракан, Індонезія       | Тверде   | Вів'єн Сілфані-Тоні | Томоко Докей Томоко Тайра                | 6–2, 7–6(7–3)          |
| Поразка   | 5.   | 16 травня 2007    | Балікпапан, Індонезія    | Тверде   | Вів'єн Сілфані-Тоні | Септі Менде Вукірасіх Савондарі          | 6–3, 3–6, 4–6          |
| Перемога  | 3.   | 28 квітня 2008    | Балікпапан, Індонезія    | Тверде   | Санді Гумуля        | Ока Аюмі Томоко Суґано                   | 6–3, 4–6, [10–7]       |
| Поразка   | 6.   | 12 травня 2008    | Bulungan, Індонезія      | Тверде   | Хао Цзє             | Лутфіана-Аріс Будіхарто Беатріс Гумуля   | 5–7, 6–4, [9–11]       |
| Поразка   | 7.   | 26 травня 2008    | Бангкок, Таїланд         | Тверде   | Еліна Гасанова      | Яюк Басукі Тіффані Велфорд               | 6–2, 6–7(7–9), [4–10]  |
| Поразка   | 8.   | 28 липня 2008     | Соло, Індонезія          | Тверде   | Санді Гумуля        | Чень Ї Kim Jin-hee                       | 2–6, 4–6               |
| Перемога  | 4.   | 17 листопада 2008 | Маніла, Філіппіни        | Тверде   | Джессі Ромп'єс      | Као Шао-юань Чжен Цзюньї                 | 6–1, 5–7, [10–8]       |
| Перемога  | 5.   | 11 травня 2009    | Tanjung Selor, Індонезія | Тверде   | Аю-Фані Дамаянті    | Беатріс Гумуля Джессі Ромп'єс            | 6–1, 6–1               |
| Поразка   | 9.   | 15 червня 2009    | Паттая, Таїланд          | Тверде   | Аю-Фані Дамаянті    | Хванг І-Хсюань Жуань Дінфей              | 4–6, 2–6               |
| Поразка   | 10.  | 24 серпня 2009    | Nonthaburi Таїланд       | Тверде   | Беатріс Гумуля      | Ян Цзицзюнь Чжан Лін                     | 4–6, 3–6               |
| Поразка   | 11.  | 31 серпня 2009    | Нонтхабурі, Таїланд      | Тверде   | Варатчая Вонгтінчай | Альбіна Хабібуліна Каньяпат Нараттана    | 7–5, 4–6, [8–10]       |
| Перемога  | 6.   | 2 листопада 2009  | Кучинг, Малайзія         | Тверде   | Романа Теджакусума  | Хан Сон Хі Kang Seo-kyung                | 6–2, 7–5               |
| Перемога  | 7.   | 3 травня 2010     | Таракан, Індонезія       | Тверде   | Аю-Фані Дамаянті    | Лю Ваньтін Танака Марі                   | 6–4, 7–5               |
| Поразка   | 12.  | 12 липня 2010     | Hat Yai, Таїланд         | Тверде   | Аю-Фані Дамаянті    | Рушмі Чакравартхі Пуджашрі Венкатеша     | 2–6, 6–7(10–12)        |
| Перемога  | 8.   | 2 серпня 2010     | Балікпапан, Індонезія    | Тверде   | Аю-Фані Дамаянті    | Чжань Хаоцін Као Шао-юань                | 6–4, 7–5               |
| Поразка   | 13.  | 2 травня 2011     | Бангкок, Таїланд         | Тверде   | Аю-Фані Дамаянті    | Джессі Ромп'єс Ґрейс Сарі Айсідора       | 6–3, 4–6, [5–10]       |
| Поразка   | 14.  | 9 травня 2011     | Бангкок, Таїланд         | Тверде   | Аю-Фані Дамаянті    | Лі Тін Чжао Їцзін                        | 7–6(7–2), 4–6, [11–13] |
| Поразка   | 15.  | 28 травня 2011    | Бангкок, Таїланд         | Тверде   | Аю-Фані Дамаянті    | Лі Тін Варатчая Вонгтінчай               | 1–6, 4–6               |
| Поразка   | 16.  | 3 червня 2011     | Бангкок, Таїланд         | Тверде   | Аю-Фані Дамаянті    | Лі Тін Варатчая Вонгтінчай               | 7–5, 6–7(5–7), [5–10]  |
| Перемога  | 9.   | 11 червня 2011    | Джакарта, Індонезія      | Тверде   | Аю-Фані Дамаянті    | Белла Дестріана Синтія Меліта            | 7–5, 6–4               |
| Перемога  | 10.  | 7 вересня 2012    | Рокгемптон, Австралія    | Тверде   | Аю-Фані Дамаянті    | Ніча Летпітаксінчай Пеангтарн Пліпич     | 5–7, 7–6(7–2), [10–8]  |
| Перемога  | 11.  | 15 вересня 2012   | Salisbury, Австралія     | Тверде   | Аю-Фані Дамаянті    | Елісон Бай Саллі Пірс                    | 7–6(7–5), 6–0          |
| Перемога  | 12.  | 3 грудня 2012     | Джакарта, Індонезія      | Тверде   | Аю-Фані Дамаянті    | Лу Цзясян Лу Цзяцзін                     | 6–3, 6–7, [10–6]       |
| Перемога  | 13.  | 28 червня 2013    | Бангкок, Таїланд         | Тверде   | Аю-Фані Дамаянті    | Сіхо Акіта Іноуе Акарі                   | 1–6, 6–4, [10–6]       |
| Перемога  | 14.  | 13 липня 2013     | Суракарта, Індонезія     | Тверде   | Аю-Фані Дамаянті    | Беатріс Гумуля Джессі Ромп'єс            | 4–6, 6–1, [10–5]       |
| Поразка   | 17.  | 2 вересня 2013    | Yeongwol, Південна Корея | Тверде   | Аю-Фані Дамаянті    | Hong Seung-yeon Lee Hye-min              | 7–5, 2–6, [5–10]       |